# Humor

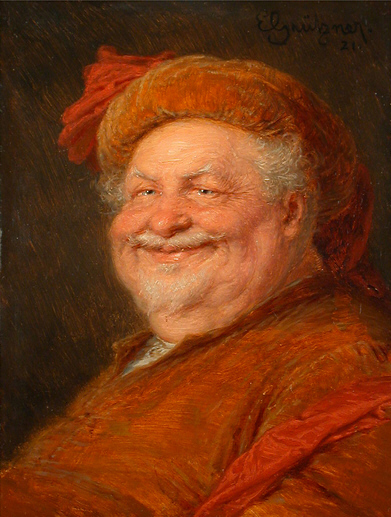
Ett leende är ett tecken på att humor förekommer. Eduard von Grützner, Falstaff (1921).

Humor (från humores, kroppsvätskorna i humoralpatologi, ytterst av klassisk grekiska χυμός (chymos), bokstavligt "saft") är förmågan hos människor, saker eller situationer att framkalla glädjekänslor. För att uppfatta det roliga i en situation krävs ett "sinne för humor", något som alla människor har, men det finns många olika individuellt styrda faktorer som avgör om en enskild person finner en specifik händelse rolig. Bland de mest avgörande variablerna finns geografisk plats, kultur, mognadsnivå, utbildningsnivå och kontext. Barn föredrar generellt sett fysisk humor, såsom slapstick (en stundom våldsam typ av humor), medan satir kräver en djupare förståelse för det som humorn riktar sig mot, ofta samhällskritik, och därför ofta kräver en mer vuxen publik. Konsten att vara rolig kallas komik, medan den skönlitterära och filmiska genre som är främst förknippad med humor kallas komedi.

## Benign violation theory
Harmlös överträdelse-teorin säger att någonting blir roligt då det bryter mot en norm eller förväntan på ett oskyldigt sätt. Det finns tre sätt som en överträdelse kan verka oskyldig på:
- Psykologisk distans
- Att det framförs utan övertygelse
- Alternativ tolkning

Denna teori förklarar varför humor skiljer sig åt mellan individer då olika människor har olika psykologisk distans till och olika tolkningar om saker.
Enligt teorin blir ordvitsar roliga för att de bryter mot språkliga förväntningar på ett sätt där även brottet är korrekt. Brottet går då att tolka på så sätt att brottet är okej (alternativ tolkning) och då skrattar vi.

## Humorns struktur

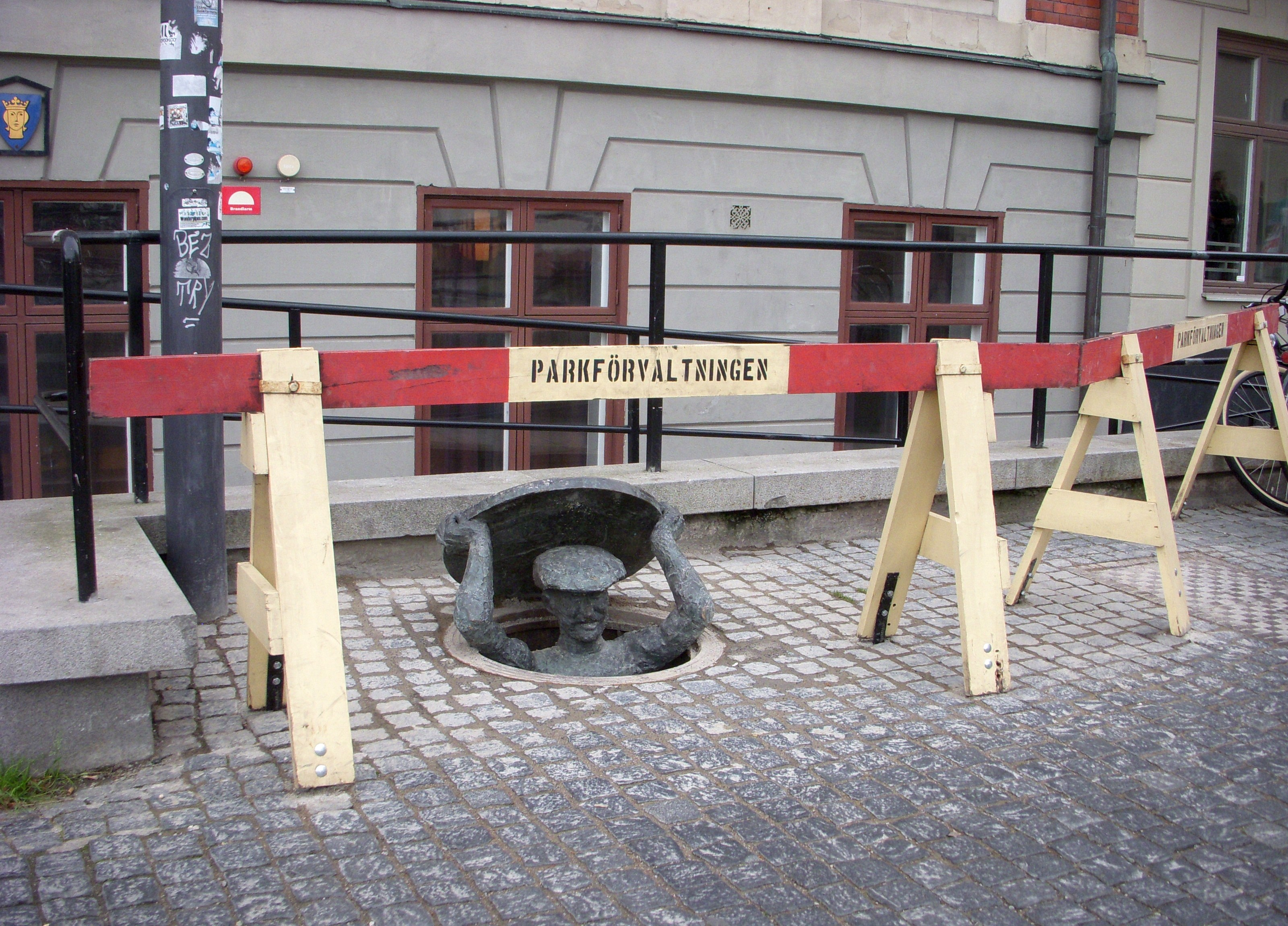
Humor

### Kontrastverkan
Humor bygger på kontraster mellan flera olika element, bland annat:
- det sublima och det löjliga
- språkets oprecisa symboler och brott mot de förväntade tolkningarna av de symbolerna
- samhällets spelregler och deras luckor
- en syn på livet och en annan syn på livet

Efter att två sådana element "krockat" i ett skämt, börjar publiken genast att försöka korrigera sin omvärldstolkning. Det är ett skäl till att skämt oftast bara är roliga den första gång man hör dem.

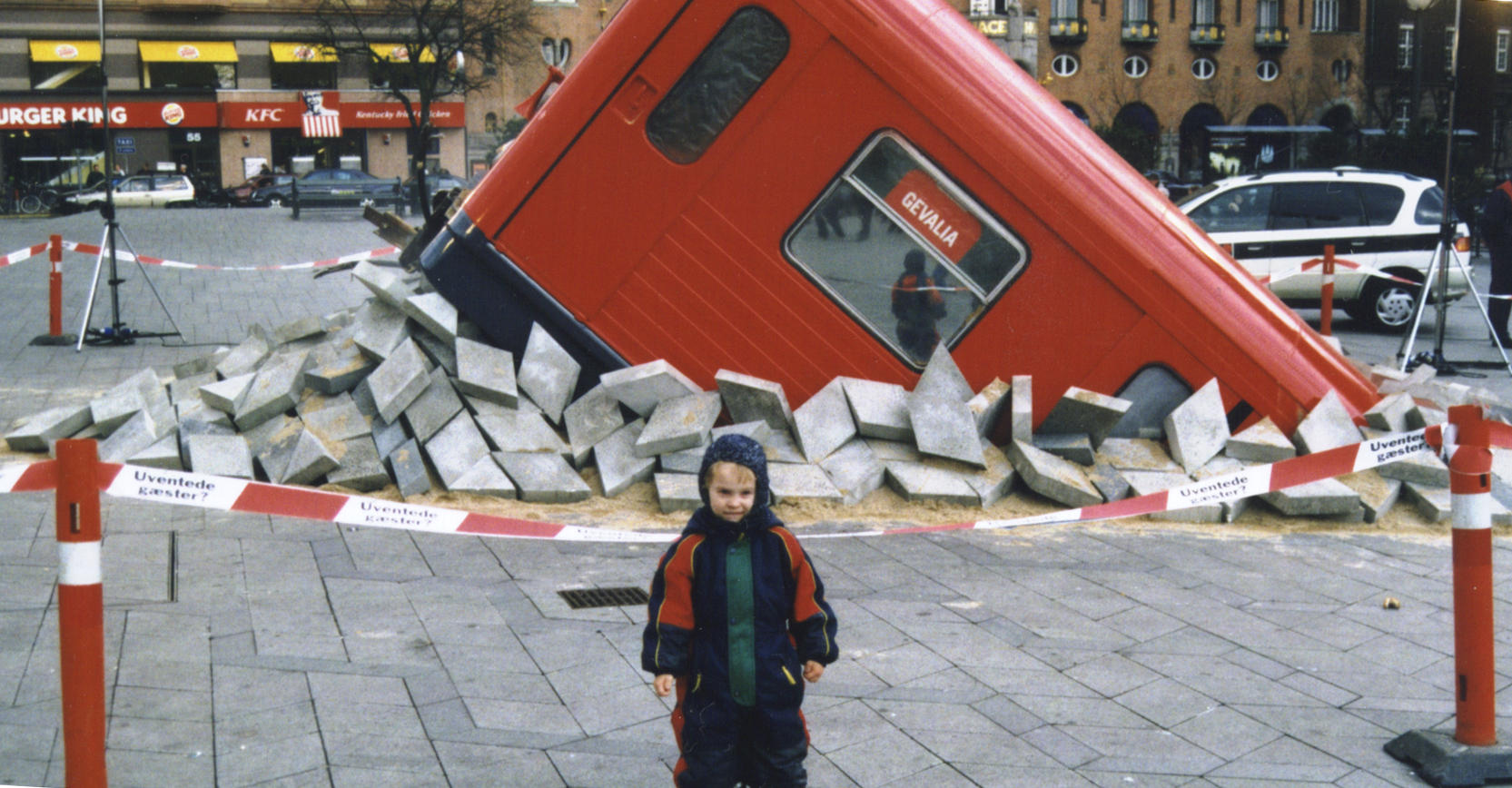
Ett aprilskämt där en tunnelbanevagn befinner sig på fel plats.

I sin föreläsning Skrattskolan (Funny Business) förklarar Rowan Atkinson att ett föremål kan bli roligt på tre olika sätt:
- genom att befinna sig på ett ovanligt ställe
- genom att bete sig på ett ovanligt sätt
- genom att ha fel storlek

De flesta visuella skämt passar in på åtminstone en av dessa kategorier.
En vanlig teknik för att uppnå denna kontrastverkan är att komiker uppträder i par, där den ene komikern spelar en allvarlig figur (the straight man) som bollplank åt den andre.

### Överraskningseffekten

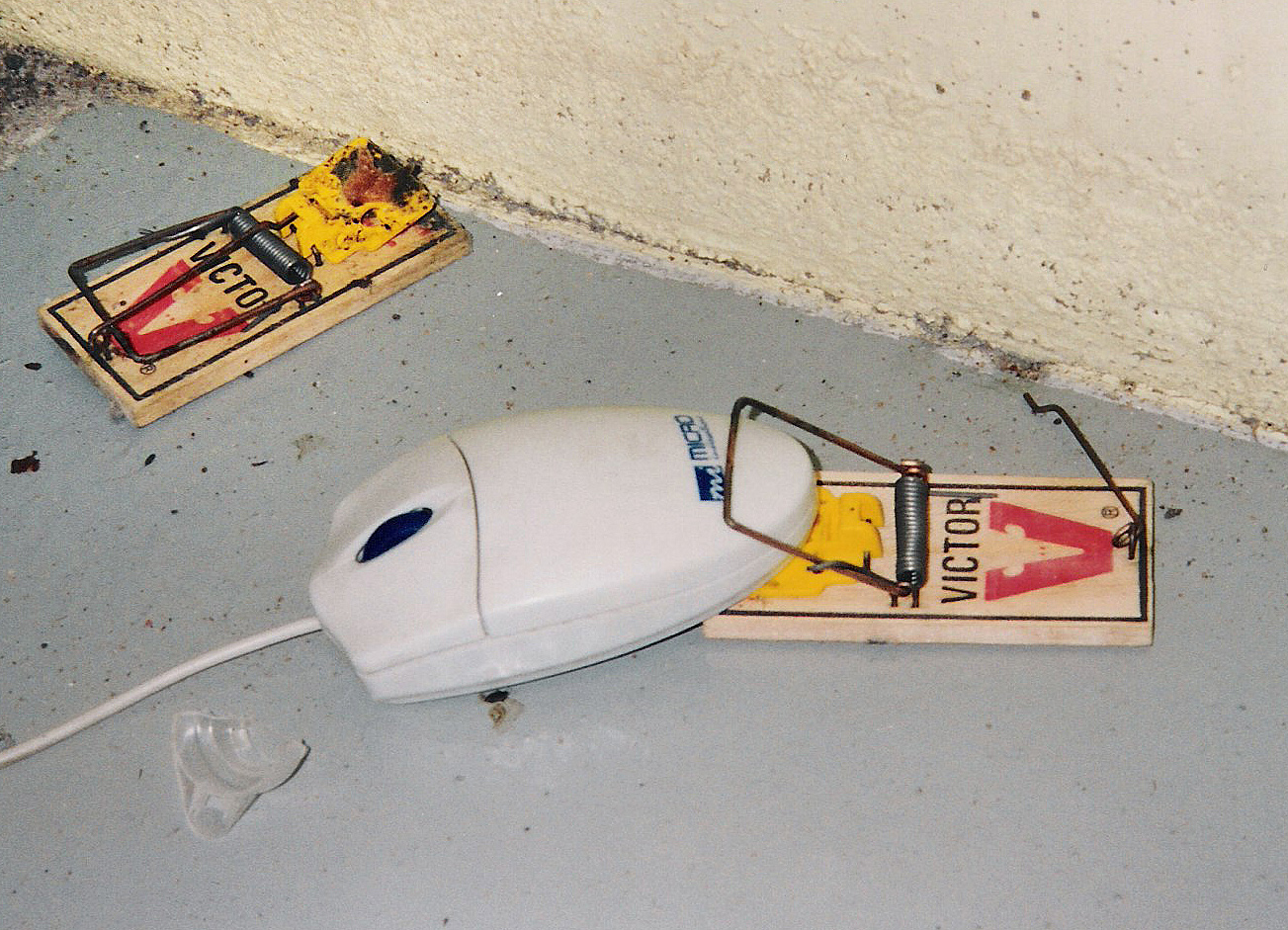
Den dubbla betydelsen av ordet mus orsakar en överraskande effekt.

En annan beskrivning av humorns essens är att humor är uppbyggt av dels en bekant (eller intressant) del, dels en överraskande del. Enligt Claes Eriksson (medlem i Galenskaparna & After Shave) så består ett skämt av 100 % självklarhet och 100 % överraskning. Med andra ord, ett skämt består av 200 %. Baserat på den bekanta situationen, tror publiken att den kan gissa sig till hur berättelsen kommer att sluta. Nästa steg är dock en presentation av något helt oväntat ur publikens synvinkel, eller en omtolkning av situationen på ett mindre vanligt sätt. Om den omtolkningen (som bryter mot publikens förväntningar) sker på ett trovärdigt sätt (till exempel om den bygger på olika yrkesgruppers syn på samma situation) snarare än bara är slumpmässig kan det framkalla humor.
Av den orsaken är antalet "tre" vanligt i skämt. Bellmanhistorier börjar till exempel ofta med en standardiserad uppräkning: "En norsk, en tysk, och Bellman gick längs en väg...". Därefter följer ett skeende där de två första agerar på likartade sätt. Den första gången etablerar ett beteende, medan den andra gången etablerar att det rör sig om ett mönster. Bellmans annorlunda agerande utgör ett skarpt brott mot de två förstas mönster samtidigt som det bildar ett logiskt (eller stereotypt) agerande (åtminstone inom ramen för historien).

### Forskning i ämnet
Humorns uppbyggnad har studerats av bland andra Aristoteles (Poetik, del 5) och Arthur Schopenhauer. Science fiction-författaren Robert A. Heinlein menade att humor kommer ifrån smärta, medan Isaac Asimov hävdade att antiklimaxen ligger i humorns hjärta; att oviktiga saker får större vikt än de som vanligtvis skulle få störst betydelse.
Det finns även lingvistiska och psykolingvistiska studier av humor, ironi, parodi med mera av bland andra Raymond Gibbs, Herbert Clark, Michael Billig, Willibald Ruch, Victor Raskin, Eliot Oring, och Salvatore Attardo. Även om många forskare har betonat humorns positiva eller katartiska effekt, har vissa, framför allt Billig betonat hur humor kan användas för grymhet och hur den har använts i samhällsförtryck.
Allmänna teorier om humor har ofta använt analogier som utgångspunkt. Arthur Koestler som var tidig i fältet, identifierade humor som ett av tre områden där människans kreativitet använde strukturkartläggning (structure mapping) för att skapa ny mening (vetenskap och konst var de andra områdena). Tony Veale har skrivit om metaforens och metonymins roller i humor.

## Skillnader i humor

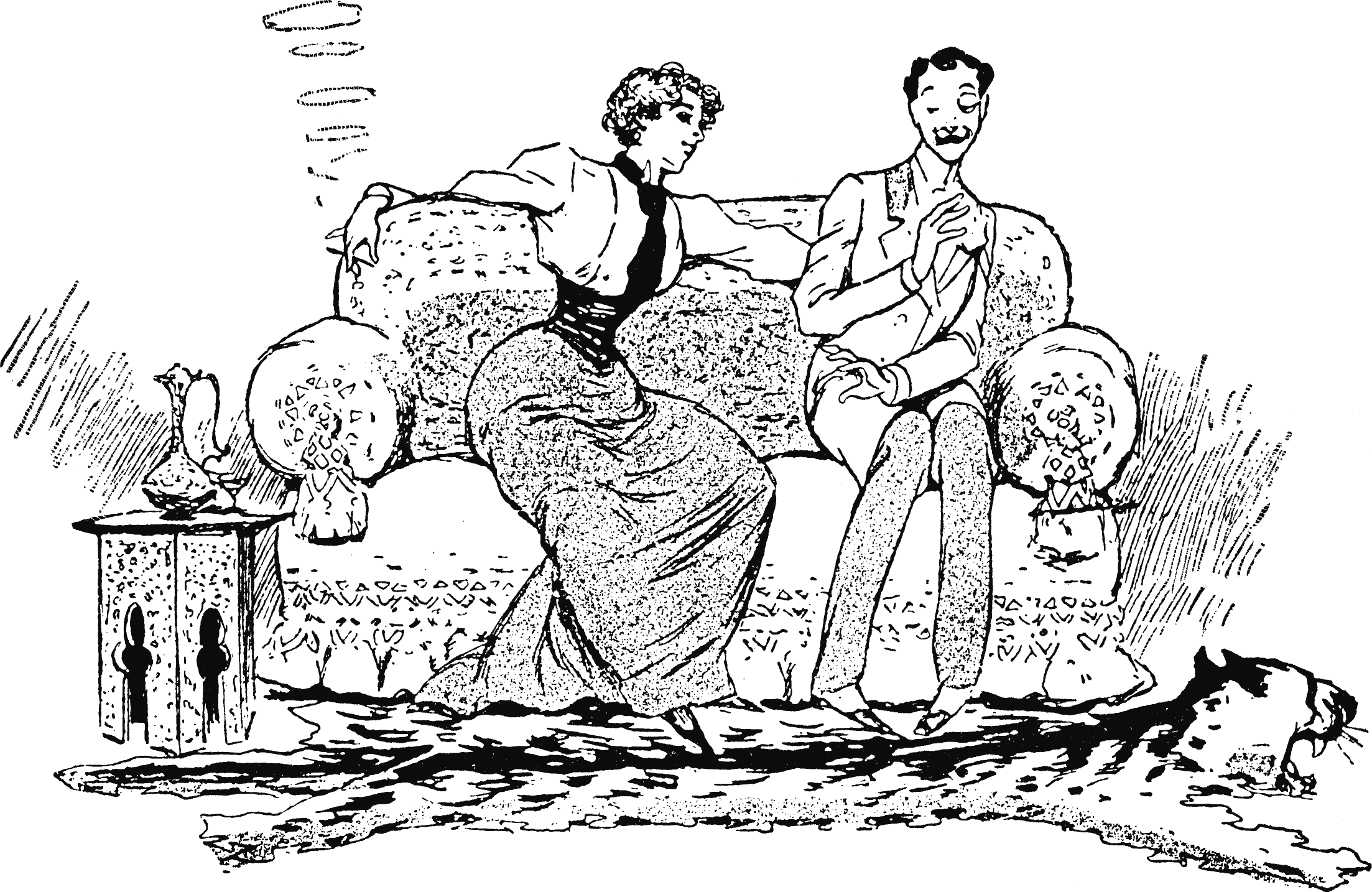
Sociala reformer, såsom emancipationen, brukar vara en ständig källa till humor. Här har könsrollerna blivit bytta.

Som alla konstformer, utvecklas humorns tekniker. Vad som anses roligt varierar mellan olika tidsåldrar. Delvis beror det på att de ämnen som syftas på blir omoderna eller helt enkelt glöms bort. Vissa ämnen är dock vanliga oavsett tid i historien.
Humor skiljer sig åt mellan olika länder och kulturer, baserat på landets/kulturens fördomar och folkets kynne.

## Det roligas teknik
Humor är en underavdelning till retorik. Det finns omkring 200 troper för att skapa skämt.

### Verbalatroper
- Talesätt

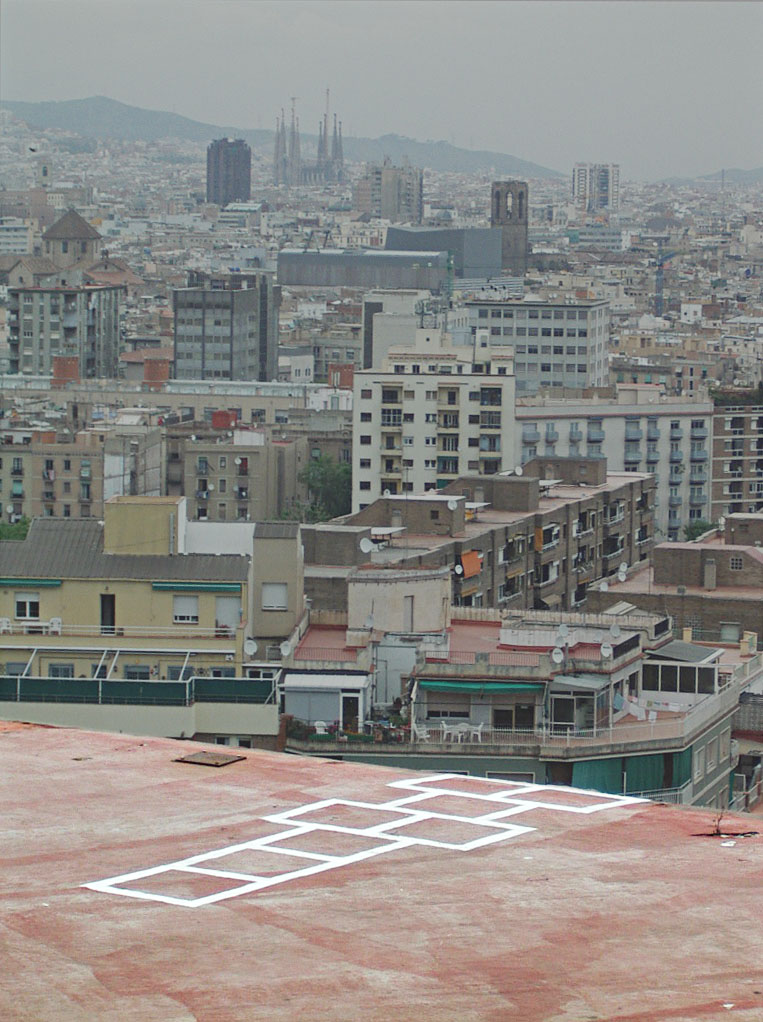
Svart humor använder ofta traditionellt tragiska teman fast med en oväntad vändning. Här ett konstverk som kombinerar en hopphage med en ättestupa.

  - Regeln om tre och den oväntade avslutningen
  - zeugma (mångtydigt ord används i flera betydelser)
  - Hyperbol (överdrift)
  - Understatement (underdrift)
- Ord som är roliga i sig med ljud som anses vara roliga
- Ironi, där ett uttalande eller en situation har både en uppenbar och en dold mening som står i kontrast till varandra
- Skämt
  - Ordspråk, ofta i form av paradoxer eller lagar, till exempel Murphys lag
  - Stereotyper, såsom skämt om blondiner, advokater, norrmän, etc.
  - Sjuk humor, som använder groteska, våldsamma eller grymma element, till exempel galghumor
- Gåtor
- Ordlekar
  - Oxymoron

### Icke-verbala troper
- Blandning mellan högt och lågt
  - Överdrivna och oväntade gester och rörelser
- Karaktärsdriven, som hämtar sin humor ur hur rollfigurerna beter sig i särskilda situationer
- Krock mellan kontext och person, till exempel fisk på torra land
- Komiska ljud
- Medveten tvetydighet
- Ofrivillig humor, det vill säga att skapa humor utan att ha tänkt göra det, såsom Ed Woods film Plan 9 from Outer Space
- Visuell humor

## Humortyper

Satir använder ibland överdrivna porträtt, så kallade karikatyrer, för att skapa humor. Här en nidbild av Charles Darwin som apa i tidningen Hornet.

### Verbal humor

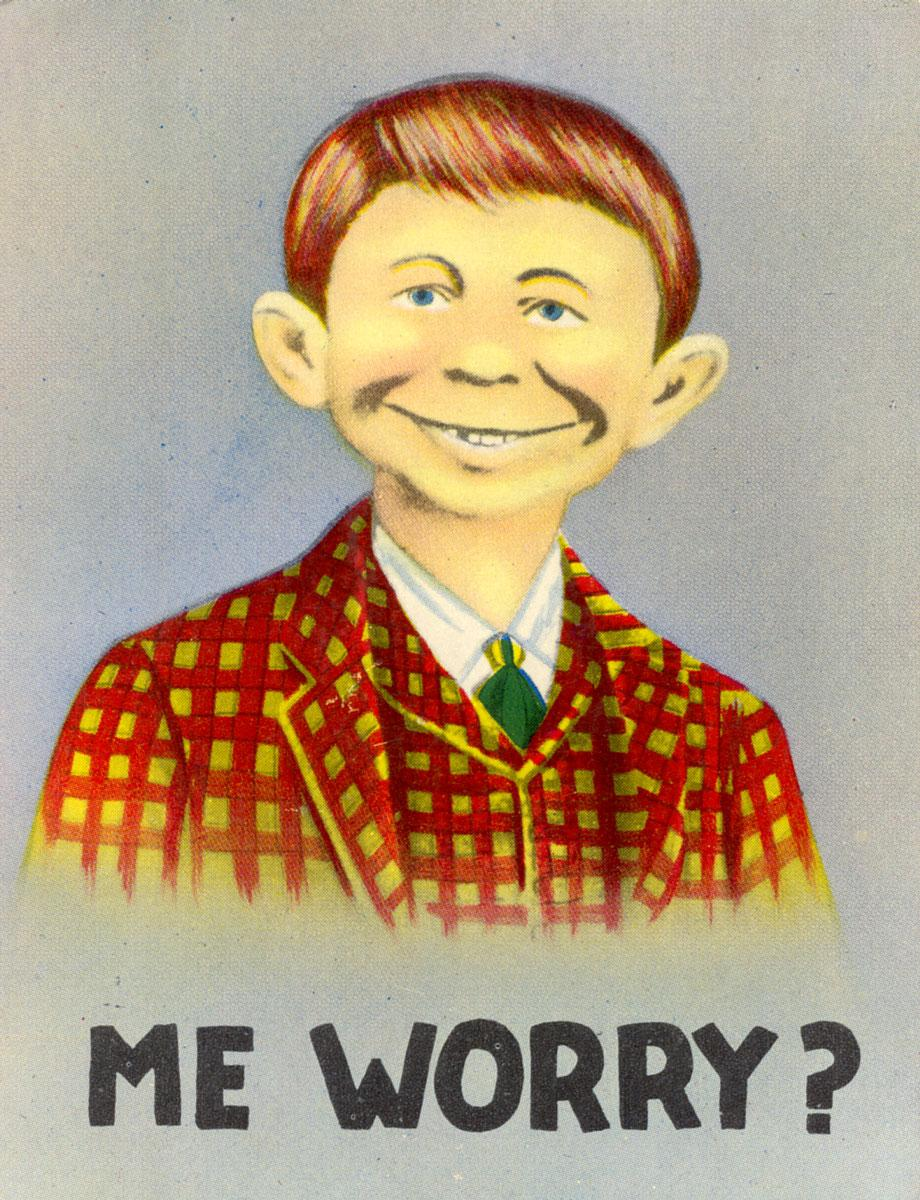
Figuren Alfred E. Neuman har blivit en symbol för crazytidningen Mad.

- Crazyhumor
- Deadpan
- Etnisk humor
- Förolämpning
- Galghumor
- Internethumor
- Ironi
- Metahumor
- Nonsenshumor
- Parodi
- Satir
- Sjuk humor
- Sarkasm
- Självironi
- Tongue-in-cheek
- Skämt
- Svart humor
- Vardagshumor
- Vitsar, till exempel oneliners
- Västgötaklimax

### Icke-verbal humor
- Absurd humor
- Antihumor
- Clowneri
- Karikatyr
- Practical joke: att försätta någon i en komisk situation och sedan skratta åt personen
- Slapstick
- Tabu

### Internskämt
Ett internskämt är ett skämt som bara är roligt för en viss grupp, och den oinvigde förstår sannolikt inte vad som är roligt. Ett exempel på internskämt är om någon sagt fel på ett roligt sätt. Detta blir då roligt för de som hörde felsägningen, och de kommer skratta om någon därefter återger felsägningen, då alla kan skratta. Internskämt kan också syfta på tidigare händelser. För en utomstående som hör verkar det troligen inte alls lika roligt, även om de kan "smittas" av omgivningens skratt.

## Svensk humor
Svensk humor finns dokumenterad sedan 1800-tal då många roliga historier (bland annat västgötahistorier och knallehistorier) tecknades ned.
På 1800-talet blev skämtteckningar populära och förekom i tidningar som Söndags-Nisse och Blandaren. Några framstående skämttecknare var Albert Engström och Oskar Andersson.
I televisionen kom Hasseåtage, Hans Alfredson och Tage Danielsson, att spela en mycket dominerande roll under 1960- och 1970-talen. Efterföljare har varit Galenskaparna och After Shave.
Under 1990-talet kom den ironiska generationen med Killinggänget samtidigt som ståuppkomik blev populärt.